# '98 Live Meltdown
'98 Live Meltdown är ett livealbum av Judas Priest, släppt den 29 september 1998.

## Låtlista

### Skiva 1
1. "The Hellion" - 1:09
2. "Electric Eye" - 3:47
3. "Metal Gods" - 4:09
4. "Grinder" - 4:26
5. "Rapid Fire" - 4:24
6. "Blood Stained" - 5:09
7. "The Sentinel" - 5:47
8. "A Touch of Evil" - 5:51
9. "Burn in Hell" - 5:35
10. "The Ripper" - 3:52
11. "Bullet Train" - 5:59
12. "Beyond the Realms of Death" - 7:14
13. "Death Row" - 4:23

### Skiva 2
1. "Metal Meltdown" - 5:03
2. "Night Crawler" - 6:11
3. "Abductors" - 5:55
4. "Victim of Changes" - 8:31
5. "Diamonds and Rust" - 3:55 (Joan Baez-cover)
6. "Breaking the Law" - 2:36
7. "The Green Manalishi (With the Two-Pronged Crown)" - 4:53 (Fleetwood Mac-cover)
8. "Painkiller" - 6:28
9. "You've Got Another Thing Comin'" - 8:35
10. "Hell Bent for Leather" - 3:49
11. "Living After Midnight" - 6:16